# Національне шосе SH1 (Албанія)
Національне шосе SH1 (алб. Rruga Shtetërore 1) — національна автомагістраль в Албанії. Її довжина 125 кілометрів через округи Дуррес, Леже, Шкодер і Тирана.
Будучи частиною європейських маршрутів E762 і E851, автомагістраль є частиною більшого коридору, що з'єднує Чорногорію на північному заході з Тіраною на південному заході, таким чином утворюючи також частину Адріатично-Іонічної автомагістралі.
Останніми роками на дорозі ведеться капітальна реконструкція на кількох ділянках.

## Маршрут
Національна дорога SH1 веде до албансько-чорногорського кордону на прикордонному переході Хані-і-Хотіт. Від Тирани на об'їзній дорозі Камза (албанською: Mbikalimi i Kamzës) на північ вона проходить через Фуше-Круйе, Мілот, Леже, Шкодер і Коплік. Між Туманом і Мілотом SH1 стала частиною автостради A1.

## Фон
Ділянка дороги між Хан-і-Хотіт і Шкодер (приблизно 32,5) було завершено у 2013 році як єдиний стандарт проїзної частини (албанською: superstradë). Шкодерську об'їзну дорогу почали будувати після повені 2010 року. Планувалося побудувати оборонну дамбу проти Шкодерського озера, але через кілька років роботи було припинено, щоб відновити у 2017 році. Дорога продовжується як одна проїжджа частина вниз до міста Мілот і містить деякі неконтрольовані та небезпечні точки в'їзду та виїзду.
Планується, що найближчим часом ділянки між Мілотом та Леже будуть розширені до стандарту з подвійною дорогою.
Коли її проєктували на початку 2000-х років, уся дорога між Тіраною та Шкодером мала бути подвійною. Але відсутність фінансування на той час дозволяла зробити лише одну проїжджу частину, а отже брак узбіч. Багато ЗМІ неофіційно називали ділянку між Мілот і Фуше-Круйе «Дорогою смерті» через її конструктивні недоліки. Станом на 2009 рік 25 км небезпечна довга ділянка модернізується до стандарту автомагістралі та стала частиною автомагістралі А1, що з'єднує столицю Тірану з Косово.